# Diglyphus isaea
Diglyphus isaea är en stekelart som först beskrevs av Walker 1838.  Diglyphus isaea ingår i släktet Diglyphus och familjen finglanssteklar. Arten är reproducerande i Sverige. Inga underarter finns listade i Catalogue of Life.